# Theresa Berkley

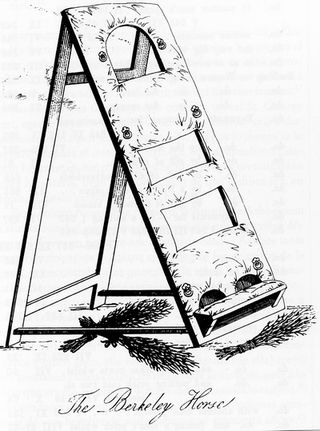
En Berkley Horse, som uppfanns av Theresa Berkley.

Theresa Berkley, eller Berkeley, död i september 1836, var en engelsk dominatrix. Hon drev en bordell i London specialiserad på sadomasochism. Theresa Berkley är berömd som uppfinnaren av den så kallade "chevalet" eller "Berkley Horse" (1828), en konstruktion för BDSM.

## Biografi
Theresa Berkley öppnade år 1787 sin första bordell i White House på 21 Soho Square i London. Hon ska ha tagit över denna bordell från Londons då främsta domina Mary Wilson, författare av Exhibition of Female Flagellants (1777), som samma år flyttade till Paris. Hennes bordell var ett herrsgårdsliknande vitt hus som bland annat innehöll ett guldrum, ett silverrum och ett bronsrum fodrat med speglar. Hon öppnade år 1828 en "högklassbordell" på 28 Charlotte Street i London, som inkluderade den berömda 'Berkley Horse'. Bland hennes kända anställda fanns "Miss Ring, Hannah Jones, Sally Taylor, One-eyed Peg, Bauld-cunted Poll, and a black girl, called Ebony Bet."
Berkley beskrivs som stark och attraktiv, troende kristen och av en godhjärtad natur, och ska även själv ha låtit sig engageras i båda roller i verksamheten. Hon kallades för "Guvernant", vilket under hennes samtid var yrkesbeteckningen för en domina, och inriktade sig specifikt på BDSM. Redan från 1787 var hennes affärsidé inte vanlig prostitution, utan att erbjuda kunderna att utöva eller ta emot BDSM. Hennes bordells särskilda natur krävde extra stor diskretion, och den ska, till skillnad från vad som rutinmässigt skedde med vanliga bordeller, aldrig ha blivit utsatt för en räd. Berkley ska ha varit mycket framgångsrik och tjänat en förmögenhet. Bland hennes kunder ska ha funnits både förmögna män och kvinnor, bland dem kung Georg IV.
Efter sin död 1836 lämnade hon sin förmögenhet i arv till sin bror, som var missionär i Australien. Hon ska enligt uppgift ha lämnat efter sig sina memoarer, de så kallade "Berkley Papers", men dessa blev aldrig publicerade och förmodas ha blivit förstörda.
Hennes konkurrent Mary Wilson skildrade henne i The Venus School-Mistress från 1810, och hon figurerade ofta i 1800-talets erotiska litteratur. 